# أدب إرتري
الأدب الإرتري مكتوب بلغتين أساسيتين وهما العربية والتجرينية اللغتان الرسميتان والوطنيتان في هذا البلد الأفريقي غير أنه يوجد منتجات مكتوبة بالإنجليزية والايطالية تعود للعهد الاستعماري ولكنها ليست بالكبيرة والمعروفة ولكن أغلب الإنتاج الأدبي المعروف مكتوب باللغة العربية ولكنه بعد الاستقلال أصبح قليل وغير فعال نتيجة القمع الممارس من طرف السلطة الحاكمة التي ترى في كل ابداع أنه معرضة للحكم ولذلك تقوم بالتضييق على الادباء والمبدعين.

## العربية لغة الاستقلال
كانت السلطات الاثيوبية حينما كانت تحتل اريتيريا ترى في كل عمل يكتب بالعربية هو معاد ومرتبط بالثوار والاستقلاليين فكانت تمنعه وتقمعه فكانت العربية لسان الثورة الناطق لاعتبارات عدة أهمها ضعف اللغة التجرينية وعدم تطورها وأيضا الدعم المستفيض للثورة الاريترية من العرب.

## المشهد الأدبي الإريتري
ما يمكن أن نقوله حول المشهد الثقافي لإرتريا بعد التحرير، انه صدرت صحيفة إرتريا الحديثة وهي تتبع للنظام، لكنها لم تكن الثقافة من ضمن أولويتها، إلا أن هذا لم يمنع بعض من الصحف الحرة من بدعم من منظمات وقد صدرت هذه الصحف لمدة سنة واحدة وكان ذلك في عام 1999-2000م،

## أدباء أريتريون
- احمد عمر شيخ
- محمد عثمان كجراي
- احمد شريف
- محمد الحاج موسي
- محمود احمد لوبينت
- عبد الله كرامي
- عبد القادر مسلم
- صالح إدريس سعد
- إدريس أمير
- حجي جابر صاحب رواية ‘سمراويت’ التي نالت جائزة الشارقة 2012